# 엘바산주

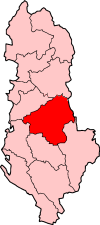
엘바산 주의 위치

엘바산주(알바니아어: Qarku i Elbasan)는 알바니아 중부에 위치한 주로 주도는 엘바산이다. 면적은 3,278km2, 인구는 366,137명(2001년 기준)이다. 동쪽으로는 마케도니아 공화국과 국경을 접하고 있고 북쪽으로는 디버르주, 남동쪽으로는 코르처주, 남쪽으로는 베라트주, 남서쪽으로는 피에르주, 북서쪽으로는 티라나주와 접한다. 4개 현(엘바산 현, 그람시현, 리브라주드현, 페친현)을 관할한다.

## 인구
| 연도  | 인구    | ±%     |
| ----- | ------- | ------ |
| 1950  | 130,000 | —      |
| 1960  | 160,849 | +23.7% |
| 1969  | 206,842 | +28.6% |
| 1979  | 281,769 | +36.2% |
| 1989  | 357,497 | +26.9% |
| 2001  | 362,736 | +1.5%  |
| 2011  | 295,827 | −18.4% |
| 2023  | 232,580 | −21.4% |
| 출처: |         |        |